# 阿克马尔·伊克拉莫夫
阿克马尔·伊克拉莫维奇·伊克拉莫夫（俄语： Акмáль Икрáмович Икрáмов， 1898年9月5日—1938年3月15日）乌兹别克族，苏联党和国家领导人。曾任乌共（布）中央第一书记，联共（布）中央中亚局主席等职。克格勃三人法庭成员。在大清洗中被处决。

## 生平
- 1898年9月出生于沙俄锡尔河州塔什干的一个乌兹别克族农民家庭。
- 1918年-1920年2月，教师，纳曼甘省教育督学。1918年2月加入俄共（布）。
- 1920年2月-1921年4月，纳曼干州革命委员会副主席，突厥斯坦共产党（布）纳曼干市委委员，费尔干纳州委农村工作部负责人，费尔干纳州委书记，费尔干纳州Syrdarya区党委书记。突厥斯坦共产党（布）中央组织部长。
- 1921年4月-1922年，突厥斯坦共产党（布）中央委员会书记。
- 1922年-1924年，莫斯科斯维尔德洛夫共产主义大学学习。
- 1924年10月-1925年2月，乌兹别克共产党（布）中央组织部成员。
- 1925年1月-1929年，乌共（布）中央第二书记。期间，1925年1月-1926年，乌共（布）塔什干州委书记，《共产主义》杂志编辑。
- 1929年-1937年9月，乌共（布）中央第一书记，乌共（布）塔什干州委第一书记。期间，1929年-1931年，联共（布）中央中亚局主席。1931年-1934年，联共（布）中央中亚局第三书记。
- 1937年9月20日被捕。在第三次莫斯科审判中承认参与反苏集团，托派组织和民族分裂团体，被判处死刑。
- 1938年3月15日于莫斯科科穆纳尔卡射击场执行，终年39岁。
- 1957年6月3日平反。

伊克拉莫夫是联共（布）14-17大代表，第14-17次代表会议代表；第14-16届中央候补委员，第17届中央委员。

## 荣誉
- 列宁勋章（1935）

## 纪念
- 乌兹别克斯坦城市吉日杜万在1972年前被命名为阿克马拉巴德。
- 苏联时期，撒马尔罕的乌兹别克苏维埃社会主义共和国国家文化艺术史博物馆以伊克拉莫夫命名。
- 塔什干的乌奇特帕区在1977年-2005年以阿克马尔·伊克拉莫夫命名。
- 撒马尔罕州的Pastdargom区和朱马市曾以伊克拉莫夫命名。